# Juncus mustangensis
Juncus mustangensis là một loài thực vật có hoa trong họ Juncaceae. Loài này được Miyam. & H.Ohba mô tả khoa học đầu tiên năm 2003.